# Base Léonore
Base Léonore, es una base de datos que registra los miembros de la Orden Nacional de la Legión de Honor
La base de datos contiene registros de aquellos que han pertenecido en la Legión de Honor desde su creación en 1802 y murieron antes de 1977.
En enero de 2014, la base de datos contenía 390.000 registros.